# Патрис Бержерон
Патрис Бержерон-Клери (фр. Patrice Bergeron-Cleary; Л'Ансјен Лорет, 24. јул 1985) бивши је професионални канадски хокејаш на леду који игра на позицији централног нападача.
На улазном драфту НХЛ лиге који је 2003. одржан у Нешвилу одабрала га је као 45. пика у другој рунди екипа Бостон бруинса, тим у чијем дресу је дебитовао као професионалац већ у сезони 2003/04. Са бостонском екипом освојио је трофеј Стенли купа у сезони 2010/11. У јулу 2013. Бержерон је продужио уговор са Бруинсима на наредних 8 сезона. Вредност уговора је 52 милиона америчких долара, односно 6,5 милиона долара по сезони. Поред бостонског тима у каријери је играо још и за Провиденс бруинсе у АХЛ лиги (због локаута у НХЛ лиги у сезони 2004/05) и за швајцарски Лугано у НЛА лиги (локаут 2012/13).
У дресу репрезентације Канаде освојио је све најважније трофеје, почев од титуле јуниорског, а потом и сениорског светског првака, па до двоструке олимпијске титуле (на ЗОИ 2010. у Ванкуверу и ЗОИ 2014. у Сочију). Био је део Тима Канаде који је освојио прво место на Шпенглеровом купу 2012. године.
Након освајања Стенлијевог трофеја у јуну 2011. постао је 25. чланом престижне „Златне тројке“, признања које се додељује играчима који су током каријере успели да освоје три најважнија трофеја у хокеју на леду Стенли куп, светско и олимпијско злато.